# Segundo Palacio de Justicia del Condado de Arenac
El Segundo Palacio de Justicia del Condado de Arenac (en inglés, Second Arenac County Courthouse), también conocido como Ye Olde Courthouse Masonic Hall y Omer Masonic Hall, es un edificio histórico ubicado en Central Avenue en Omer, una ciudad en el estado de Míchigan (Estados Unidos). El edificio es un ejemplo sobresaliente de un edificio de estructura vernácula muy detallado. Fue designado Sitio Histórico del Estado de Míchigan en 1976 e incluido en el Registro Nacional de Lugares Históricos en 1982. 

## Historia
El condado de Arenac se organizó en 1883 a partir de secciones que habían sido parte del condado de Bay. Omer fue seleccionado como sede del condado y se construyó un palacio de justicia. En 1889, el palacio de justicia se incendió y el condado contrató al contratista local y propietario del aserradero Angus McDonnell para construir este edificio en el mismo sitio. El edificio se terminó en 1890 a un costo de 2970,75 dólares. En 1891, una votación en todo el condado seleccionó a Standish como la sede del condado, y el gobierno del condado se trasladó. En 1893, el edificio de la corte desocupado se vendió a la Logia Omer de la Orden Libre y Aceptable de Masones por 500 dólares. En varias ocasiones, la Logia Masónica permitió que el pueblo usara la estructura como salón del pueblo, estación de bomberos y cárcel.
Enfrentando altos costos de reparación, los masones se mudaron del edificio a cuartos más pequeños en 1997. La estructura fue comprada por Carol y Robert Britt, quienes completaron algunas reparaciones y trabajos de restauración con la intención de convertir la estructura en un museo. En 2004, los Britt vendieron el edificio a la Sociedad Histórica del Condado de Arenac. El edificio sirve actualmente como Museo Histórico del Palacio de Justicia de la Sociedad, conocido como Ye Olde Courthouse Masonic Hall.

## Descripción
El Segundo Palacio de Justicia del Condado de Arenac es una estructura rectangular simétrica de dos pisos cubierta con tablillas con techo a cuatro aguas. La entrada se realiza a través de un pórtico sostenido por esbeltas columnas con un mirador ligeramente saliente. Una elaborada ventana en forma de abanico se encuentra sobre la entrada, y el frontón de arriba presenta tejas en forma de pez y tallado en forma de rayos de sol. Una cúpula remata la estructura.